# Galactia eggersii
Galactia eggersii är en ärtväxtart som beskrevs av Ignatz Urban. Galactia eggersii ingår i släktet Galactia och familjen ärtväxter. Inga underarter finns listade i Catalogue of Life.